# Tiotixene
Il tiotixene è un farmaco neurolettico appartenente alla classe dei tioxanteni (stretta omologa della classe delle fenotiazine).
È utilizzato nel trattamento della schizofrenia e agisce bloccando i recettori della dopamina a livello del sistema nervoso centrale, in quanto farmaco di prima generazione ha però effetti collaterali anticolinergici (stipsi, ofuscamento della visione, xerostomia) e antiadrenergici (ipotensione posturale dovuta a blocco alfa-1).